# Фон (одиниця гучності)

Криві рівних гучностей

Фон (дав.-гр. φωνή звук) — логарифмічна одиниця для оцінки рівня гучності звуку.
Шкала фонів від шкали децибел відрізняється тим, що в ній значення гучності корелюються із чутливістю людського слуху на різних частотах. У чистого тону із частотою 1000 Гц рівень у фонах чисельно дорівнює рівню в децибелах, для інших частот використають виправлення з таблиці або спеціального графіка — кривих рівних гучностей, що являє собою стандартизоване (ISO 226) сімейство кривих, називаних також ізофонами.
Наприклад, якщо синусоїдальна хвиля частотою 100 Гц створює звуковий тиск з рівнем 60 дБ, то, провівши прямі, що відповідають цим значенням на діаграмі, знаходимо на їхньому перетинанні ізофону, що відповідає рівню гучності 50 фон, — виходить, даний звук має рівень гучності 50 фон.
Ізофона «0 фон», позначена пунктиром, характеризує поріг чутності звуків різної частоти для нормального слуху.